# Корбетт, Джон, 4-й барон Роуллен
Джон Полсон Камерон Корбетт, 4-й барон Роуллен (родился 8 марта 1947 года) — британский наследственный пэр. Обычно он известен как Джонни Корбетт или Джонни Роуллен.

## Биография
Родился 8 марта 1947 года. Единственный сын Артура Корбетта, 3-го барона Роуллена (1919—1993), и Элеоноры Мэри Бойл (1921—2016).
Образование получил в Итонском колледже и Королевском сельскохозяйственном колледже.
На парламентских выборах в Палату общин Великобритании в октябре 1974 года он баллотировался в Глазго Гарскадден, а на парламентских выборах 1979 года — в Килмарноке от консервативной партии.
Он унаследовал замок Роуллен, фамильное поместье, непосредственно от своего деда, 2-го барона Роуэллана, в 1977 году. 2-й барон лишил наследства своего старшего сына и наследника Артура Корбетта, отца Джона. Достопочтенный Джонни Корбетт (как его тогда называли) был вынужден продать замок Роуллен в 1989 году. Он был объявлен банкротом в 1993 году, когда он унаследовал титул пэра. Он сидел в Палате лордов с 1995 по 1999 год, когда, наряду со всеми другими наследственными пэрами, он потерял свое автоматическое право на место с принятием Закона о Палате лордов 1999.
Вместе со своей третьей женой Клэр, баронессой Роуллен, и её дочерью Софи Диннинг, бывшим международным шоуджампером он руководит конноспортивным центром Rowallan Activity Centre близ Мейкл-Моссайда, Фенвик, графство Эршир. Он был председателем британского шоуджампинга с 1998 по 2011 год.

## Браки и дети
6 февраля 1971 года Джон Корбетт женился первым браком на Сьюзен Джейн Дайан Грин, дочери Джеймса Грина. Развод было оформлен в 1983 году. У них было двое детей:
- Достопочтенный Джейсон Уильям Полсон Камерон Корбетт (родился 21 апреля 1972 года), старший сын и наследник титула. С 2000 года женат на Энн Смедли, от брака с которой у него двое сыновей
- Достопочтенная Джоанна Гвин Элис Корбетт (родилась 8 июня 1974 года)[5], муж — Камерон Росс, двое детей.

В 1984 году он женился на своей второй жене Сандрю Филомене Брайсон, дочери Уильяма Брайсона. Они развелись в 1994 году. У них было двое детей:
- Достопочтенный Джонатан Артур Камерон Корбетт (родился 3 марта 1985 года)
- Достопочтенная Сой Майри Камерон Корбетт (родилась 16 марта 1988 года)[5].

В 1995 году лорд Роуллен в третий раз женился на Клэр Диннинг Лэйдлер, своей нынешней жене, дочери Роберта Лэйдлера. Их брак оказался бездетным.